# Transgenerační přenos
Transgenerační přenos je označení pro transfer určitého traumatu či jevu na jedince, který sám danou událost nezažil, mezi generacemi jedné rodiny, používaný v psychologii a psychoterapii. Trauma už v těhotenství zanechává trvalé následky na nervových mechanismech a organismu dítěte i matky. Tento jev byl spatřen a studován u obětí Holokaustu, pozůstalých původních obyvatel Ameriky, do kterých se promítl výsledek proběhlé genocidy. Intenzivní události více typů zanechávají generační trauma podobného stylu.
Kolektivní trauma je psychologický jev, který negativně ovlivňuje skupinu, někdy celou komunitu lidí, která sdílí reakci na společné trauma. Události, které mohou takové trauma způsobit bývají: válka, genocida, náboženské perzekuce, teroristické útoky nebo pandemie a epidemie.

## Historie

### Sigmund Freud
První zmínky o faktoru předků najdeme u psychoanalytika Sigmunda Freuda. Jednou z prvních prací, do kterých začlenil vliv předků na život dnešních lidí je kniha Totem a tabu z roku 1913, kdy popisoval příklad “prvotní tlupy”, ve které se synové domluvili na svého násilnického a též žárlivého otce, který veškeré mužské příslušníky vyháněl, zabili ho a snědli. Tento čin vyjadřoval jak nenávist k otci, tak obdiv, právě kvůli pozření otcova těla, kterým se se silou otce identifikovali. Následná lítost z činu utvořila dnešní morální zásady.   Další odkazy lze najít v eseji Mourning and Melancholia z roku 1915 (česky jako Smutek a Melancholie) nebo v eseji The uncanny, kde Freud popisuje něco nevysvětlitelně tísnivého, co nás pronásleduje, zbytek archaických nepotlačených zážitků, které nás nyní pronásledují. 

### Carl Gustav Jung
Carl Gustav Jung, nejprve spolupracovník a následně odpůrce Freuda, vytvořil pojem kolektivní nevědomí - společný jmenovatel lidstva, tedy místo, kam se ukládá veškerý psychický vývoj a dění lidstva. Všechno, co daný člověk prožil se podle Junga do tohoto souboru ukládá a předává dál. Zařazoval do něj také “prvotní zkušenosti” - např. mateřskou či otcovskou roli. Svou teorii o kolektivním nevědomí vysvětloval například přítomností obrazů či situací ve snech, které dotyčný nikdy nezažil a ani je nemohl znát.

### Nicolas Abraham a Marie Töröková
Nicolas Abraham a Marie Töröková přišli v roce 1978 se zcela novou teorií transgeneračního přenosu, která se nezaměřovala jen na kolektivní nevědomí, ale na přímý přenos v rámci generací rodiny. Ve sbírce článků The Shell and the Kernel: Renewals of Psychoanalysis použili dvě nejzásadnější slova své teorie: krypta a fantom. Krypta zde představuje nepřekonaný smutek po ztrátě blízké osoby a fantom znázorňuje události rodinné minulosti, které byly potlačeny a nyní se znovu objevují v psychice pacienta. Život obou značně ovlivnil holokaust, který hrál velkou roli v jejich zkoumání traumatu a jeho dopadu na lidskou psychiku.

### Haydée Faimbergová
Pokračovatelkou v práci Abrahama a Törökové byla argentinská psychoanalytička Haydée Faimbergová. Pracovala nejen s pacientem samotným a jeho psychickým stavem, ale ve své práci zohledňovala i pacientův rodokmen a jeho předky. Zabývala se především rozšířením toho, co lze nazývat kryptou a nepovažovala za nutné, aby se jednalo jen o nevyřešený smutek po smrti blízké osoby.

### Iván Böszözményi-Nagy
Další významnou osobou zkoumání transgeneračního přenosu byl maďarsko-americký psychiatr Iván Böszözményi-Nagy. Popisoval "účetní knihu”, kam se zapisují závazky jednotlivých rodinných členů mezi sebou navzájem. Kromě negativně zabarvených zkušeností, jako jsou traumata, tam rovněž patří různé loajální činy. Vzniká tak dědičnost závazků přesahujících generaci daného jedince. Nespatřoval v transgeneračním přenosu jen transfer konfliktů, ale též kladně nabití zkušenosti a společnou potřebu, čímž se lišil od svých předchůdců.

### Anne Ancelin Schützenbergerová
Francouzská terapeutka Anne Ancelin Schützenbergerová přichází se „syndromem předků“ - oddaností předchozím generacích vlivem neukončených emočních aspektů, což vede ke znovu opakování a znovu přehrávání stále stejných rodinných příběhů a scénářů. Nepodala žádné přímé vysvětlení syndromu a není tedy známo, jak a proč tato loajalita vzniká. Schützenbergerová věnovala velkou pozornost kontextu a v léčbě svých pacientů se zaměřovala též na rodinnou historii.

### Bert Hellinger
Německý terapeut Bert Hellinger pracoval s myšlenkou, že každá rodina má svůj systémový orgán rovnováhy, tady svědomí rodiny. To často stojí za těžkými nemocemi nebo sebevraždami rodinných příslušníků. Podle něj existuje provázanost mezi třemi až čtyřmi generacemi a jsou do ní zahrnuti i zamlčení členové rodiny, černé ovce nebo bývalí partneři rodičů. Jizvy minulých generací lze podle Hellingera zacelit prostým porozuměním dané události.

## Kryptonymická teorie
Teorie Abrahama a Törökové označuje jako kryptu neukončený proces zármutku po ztrátě blízké osoby spočívající v neschopnosti nebo neochotě přijmout proces vyrovnávání se se ztrátou a truchlení. Nedošlo zde k vyjádření smutku, pozůstalý nedovolil zesnulé osobě odejít. Osoba stále setrvává v nevědomí pozůstalého v podobě krypty. To překáží osobnímu vývoji daného člověka jakožto nezpracovaný a nepohřbený problém. Taková skutečnost často ovlivňuje i potenci a sexuální fungování jedince. Jedná se o jednu z nejznámějších a nejkomplexnějších teorií transgeneračního přenosu.

## Teorie fantoma
O teorii fantoma se Abraham a Töröková rozepisují v eseji Secrets and Posterity: The Theory of the Transgenerational Phantom. Fantom podle nich překračuje generační hranici a dochází k přenosu pozůstatků traumatického a zamlčeného duševního obsahu předků. Může se jednat o nevyřešený konflikt, vytěsněnou událost, trauma nebo tajemství. Podle autorů se však vždy jedná o události, které na rodinu v minulosti vrhaly stín hanby. Tragické traumatizující události uvnitř rodiny jsou nevědomě předávány další generaci, kde mohou vyjít najevo. Abraham a Töröková tvrdí, že vliv fantoma na generace se postupně snižuje, až zmizí úplně. Takový proces trvá podle Abrahama a Törökové tři generace. Dítě, které je nuceno pochopit náhlou psychickou absenci rodiče, si vytvoří němou psychickou zónu, označovanou jako enklávu. To může vést například k rozštěpení ega.

## Transgenerační terapie v České republice
S transgenerační terapií na území České republiky začala psychoterapeutka Helena Klímová, která zde založila skupinu pro druhou generaci obětí holocaustu. Inspirovala se v USA, kde od roku 1979 obdobná skupina fungovala a v Londýně. Skupina sdružovala a pracovala s dětmi těch, kteří přežili holocaust a kteří na sobě pociťovali známky traumat prožitých jejich rodiči. V České republice byla během komunistické éry absence veřejného dialogu a proto zde byla první taková skupina založena až po roce 1990, kdy mohlo dojít k systematickému studiu holocaustu a hlavně jeho následků. V roce 2004 byla založena první sebezkušenostní skupina se zaměřením na traumata prožitá během holocaustu.
Mezi léty 1995 - 2001 vedly skupinu pro potomky přeživších holocaust britská skupinová psychoanalytička Irene Bloomfield a Gaby Glassman.
V roce 2006 byl založen Rafael Institut, který dnes vede sebezkušenostní výcviky a pořádá skupiny pro přeživší holocaust a jejich rodinné příslušníky.  Postupem času Institut rozšiřoval svoji pozornost z tématu holocaustu také na zkušenost migrantů, uprchlíků, obětí etnického násilí a příslušníků pronásledovaných menšin. 
Od počátku 21. století se transgeneračnímu přenosu u nás věnují klinická psycholožka a terapeutka PhDr. Ludmila Trapková a sexuolog a psychoterapeut MUDr. Vladislav Chvála, kteří transgenerační přístup uvedli do kontextu psychosomatiky na našem území. Oba působili ve Středisku komplexní terapie psychosomatických poruch v Liberci. Ve svém díle připomínají důležitost neopomíjet prostředí rodiny a možného transgeneračního transferu na úkor moderních technologií v medicíně. 